# Martin Lüscher
Martin Lüscher   (Berna, 3 d'agost de 1949) és un físic teòric suís, que treballa principalment en càlculs numèrics de la teoria de la interacció forta, Cromodinàmica quàntica (lattice QCD).
Lüscher va estudiar a la Universitat de Berna i a la Universitat d'Hamburg on va obtenir el seu doctorat. Va treballar al laboratori DESY d'Hamburg des del 1979, va ser professor de física teòrica a Berna de 1980-83 i més tard a Hamburg. D'ençà 1999 treballa al CERN.
Lüscher és un dels experts reconeguts en lattice QCD. Entre altres resultats, el 1991 va derivar amb Weisz i Wolff una tècnica recursiva nova, la qual evita lattices grans i permet càlculs sobre una escala de longitud molt ample (Non Perturbative Renormalization-Group). En els 1980s va desenvolupar amb Weisz "accions millorades" per a teories de camp en el lattice que aconsegueixen propietats de convergència millor en el límit continu.
El 2000 va rebre la Medalla Max Planck de la Societat Alemanya de Física i el 2004 el Premi Greinacher de la Universitat de Berna.

## Treballs seleccionats
- Lüscher “Von den Pionen zu den fundamentalen Parametern der QCD”, Physikalische Blätter 2000 Nr.7/8 (conferència de Premi del Planck)
- Lüscher “Chiral Teories de gauge revisited”, Erice Conferències 2000
- Lüscher “A Portable High-Quality Random Number Generator for Lattice Field Theory Simulations” 1993 (codi de càlcul de Lüscher a la seva pàgina web)
- Lüscher “Advanced Lattice QCD”, Les Houches Lectures 1997